# Abacetus abor
Abacetus abor là một loài bọ chân chạy thuộc phân họ Pterostichinae. Loài này được Herbert Edward Andrewes mô tả lần đầu năm 1942 và được tìm thấy ở Ấn Độ.